# Artur Rubinstein

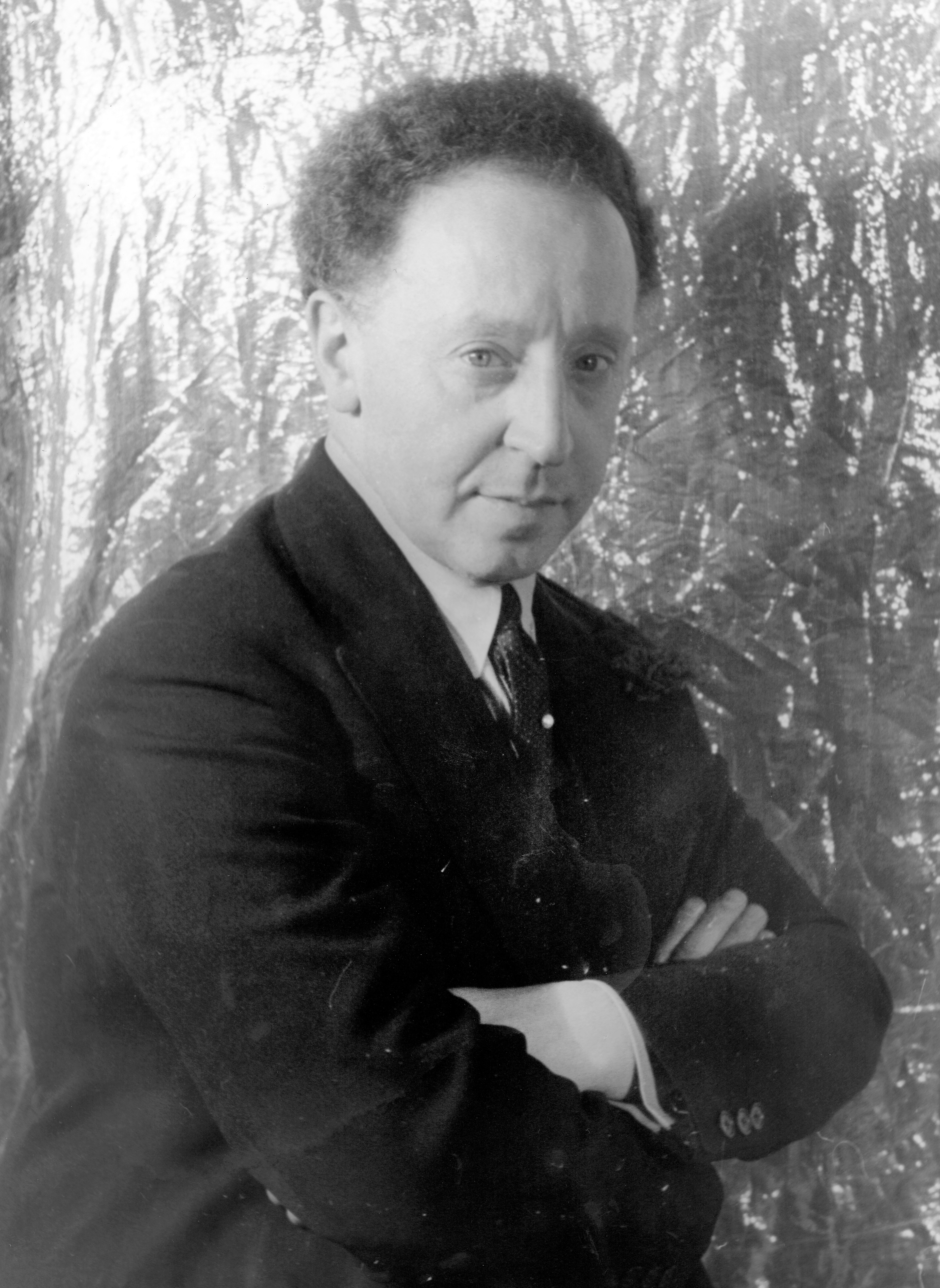
Artur Rubinstein (1937)

Artur Rubinstein (auch Arthur Rubinstein; * 28. Januar 1887 in Łódź, damals Russisches Kaiserreich; † 20. Dezember 1982 in Genf) war ein polnisch-jüdischer Pianist, der als Exilpole im Alter von 60 Jahren die US-amerikanische Staatsbürgerschaft annahm. Er gilt als einer der großen Pianisten des 20. Jahrhunderts. Besondere Bedeutung erlangte er als Interpret der Werke Frédéric Chopins.

## Name
Die polnische Schreibweise des Vornamens ist Artur. Rubinstein bekam diesen Vornamen, weil eines seiner Geschwister einen Cellisten namens Artur kannte und darum seinen Eltern zu dieser Namenswahl riet.
In englischsprachigen Ländern ist die Schreibweise Arthur üblich. Diese ist auch auf seiner Grabplatte zu lesen. Rubinsteins Manager in den USA, Sol Hurok, verwendete in der Öffentlichkeitsarbeit allerdings die Schreibweise Artur. In deutschsprachigen Ländern wird der Name überwiegend mit Arthur geschrieben, zum Beispiel steht auf der Titelseite der deutschen Ausgaben seiner Autobiografien Arthur Rubinstein. Auf Platten und CDs findet sich überwiegend die Schreibweise Arthur.
Rubinstein selbst verwendete beim Unterschreiben die in dem jeweiligen Land übliche Namensform:

“I sign Arthur in countries where it is common practice, Arturo in Spain and Italy, and Artur in the Slav countries.”

„Ich unterschreibe als Arthur in Ländern, wo es so üblich ist, als Arturo in Spanien und Italien und als Artur in den slawischen Ländern.“

## Leben

### Kindheit und Jugend

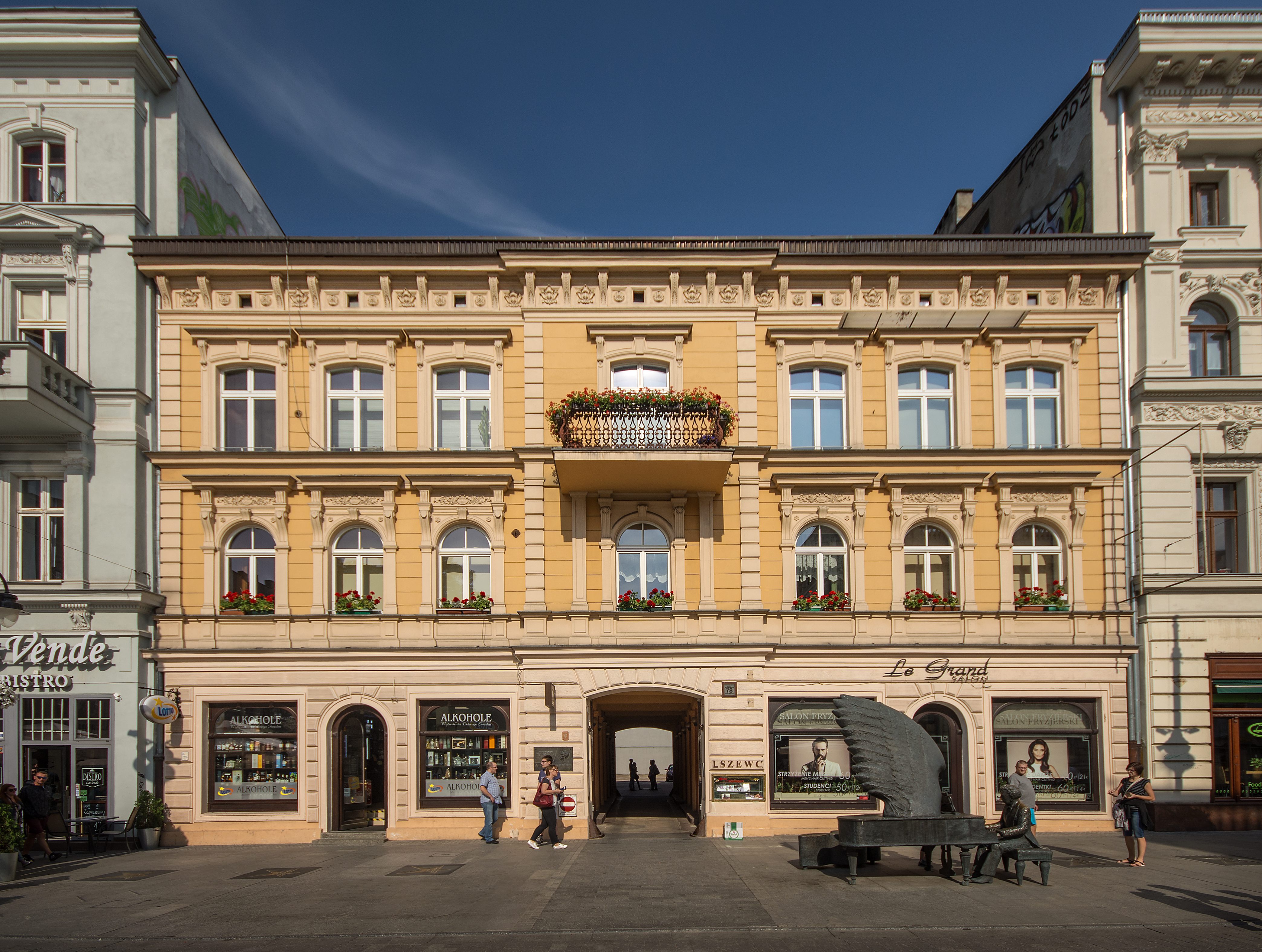
In diesem Gebäude in Łódź lebte die Familie Rubinstein. Im Vordergrund ein Rubinstein-Denkmal.

Artur Rubinstein wurde als siebtes Kind von Izaac und Felicja Rubinstein, einer jüdischen Handweberfamilie, geboren. Seine ältere Schwester bekam Klavierunterricht, nahm den allerdings nicht besonders ernst. Der junge Artur hingegen lauschte jedem Wort der Klavierlehrerin und suchte sich gerne bekannte Melodien auf den Tasten zusammen. Mit zwei oder drei Jahren begann er, Klavier zu spielen. Er hatte mit Widerständen zu kämpfen, denn sein Vater kritisierte seinen Hang zum Klavier. Klavierspielen wäre etwas für Mädchen und junge Frauen. Jungen hingegen würden Geige spielen. Der Vater schenkte ihm eine Geige. Nach einem ersten Versuch, Geige zu spielen, zertrümmerte er die Geige und beharrte darauf, Klavier zu spielen. Seine Begabung wurde bald erkannt, und man brachte ihn zu Aleksander Różycki, einem angesehenen polnischen Klavierpädagogen. Der konnte mit dem Jungen jedoch nichts anfangen, da Rubinstein einschlief, sobald er irgendwelche Übungen spielen sollte. Im Alter von sieben Jahren gab Rubinstein ein Mozart-Konzert in Łódź mit der dortigen Philharmonie. Im gleichen Zeitraum wurde Rubinstein Zeuge eines Pogroms.
Rubinsteins Mutter brachte den Zehnjährigen im Herbst 1897 nach Berlin, damals die Heimat berühmter Musiker und europäisches Zentrum der Klaviermusik. Hier verschaffte Joseph Joachim dem jungen Rubinstein reiche Förderer und empfahl ihn dem strengen Klavierpädagogen Karl Heinrich Barth. Hier lernte er in einem anstrengenden Studium von sieben Jahren vieles, was er als Klaviervirtuose brauchte. Rubinstein wurde auf Deutsch unterrichtet. Er sprach acht Sprachen: Polnisch, Französisch, Englisch, Deutsch, Russisch, Italienisch, Spanisch und Portugiesisch.
Mit einem adligen polnischen Freund reiste Rubinstein nach Warschau und gab mehrere Konzerte. Er wurde durch seine charmante Art, seine guten Manieren und durch sein hochvirtuoses Klavierspiel der Liebling in den Warschauer Salons.

### Laufbahn als Konzertpianist
1904, im Alter von siebzehn Jahren, zog es ihn nach Paris. Dort begann er ernsthaft an seiner Karriere zu arbeiten. Innerhalb weniger Monate wurde er zum Liebling der Pariser Bohème. 1907 spielte er die Oper Salome auswendig; er führte in den Salons den zweiten Akt von Carmen Ton für Ton, sämtliche Arien mitsingend, auf dem Klavier vor. Er lernte Marcel Proust, die Rothschilds, Maurice Ravel und Paul Dukas kennen. Das 2. Klavierkonzert von Camille Saint-Saëns spielte er in Anwesenheit des Komponisten.
1906 trat er zum ersten Mal in der Carnegie Hall in New York auf und bereiste anschließend die USA, Österreich, Italien und Russland. Zurück in Paris, musste er seinem Impresario gegenüber einräumen, dass seine Tournee nicht den erhofften Erfolg gebracht hatte und er für das nächste Jahr nicht wieder engagiert worden sei. Der junge Graf Armand de Gontaut-Biron bot ihm an, mit in seine Luxuswohnung an der Place Vendôme zu ziehen, und konnte Rubinstein leicht überreden, seine billige Pension zu verlassen.
1912 gab er sein Debüt in London, wo er Igor Strawinski, Jacques Thibaud, Pablo Casals, Pierre Monteux und anderen Musikern begegnete. Bei Beginn des Ersten Weltkriegs blieb er in London, wo er Klavierabende gab und den Violinisten Eugène Ysaÿe begleitete.
1916 besuchte er zum ersten Mal Spanien. Vier Klavierabende waren geplant, aber er trat schließlich nicht weniger als 120 Mal auf und wurde ein Freund des Königshauses. König Alfons von Spanien stellte ihm einen Pass des freien Polens aus, noch bevor Polen eine Botschaft in dem iberischen Land unterhielt. Alle Spanisch sprechenden Länder erklärten ihn bald zu ihrem Adoptivsohn und er zählt seitdem zu den bedeutendsten Interpreten ihrer Musik. Auf dieser Tournee entdeckte er begeistert die Werke von Enrique Granados, Isaac Albéniz, Manuel de Falla und Heitor Villa-Lobos. Villa-Lobos widmete ihm sein Klaviersolo Rudepoêma und Strawinski eine dreisätzige Klavierbearbeitung des Balletts Petruschka.
1937 unternahm Rubinstein eine große Konzerttournee durch die USA, die er mit 17 Konzerten im Sturm eroberte. Während des Zweiten Weltkriegs verlegte er seinen Wohnsitz von Paris nach Hollywood, wo er 1946 die Staatsbürgerschaft der USA erhielt. 1944 wirkte er in dem Musicalfilm Follow the Boys mit.
1947 spielte er erstmals wieder in Europa. In mehr als 35 ausverkauften Konzerten bejubelte man ihn. Seine vier Pariser Konzerte brachten eine Summe von 5 Millionen Francs (1,6 Mio. DM), die er den Kriegsopfern spendete. 1954 bezog er wieder seinen Pariser Wohnsitz, nur wenige Meter von Debussys letztem Haus entfernt.

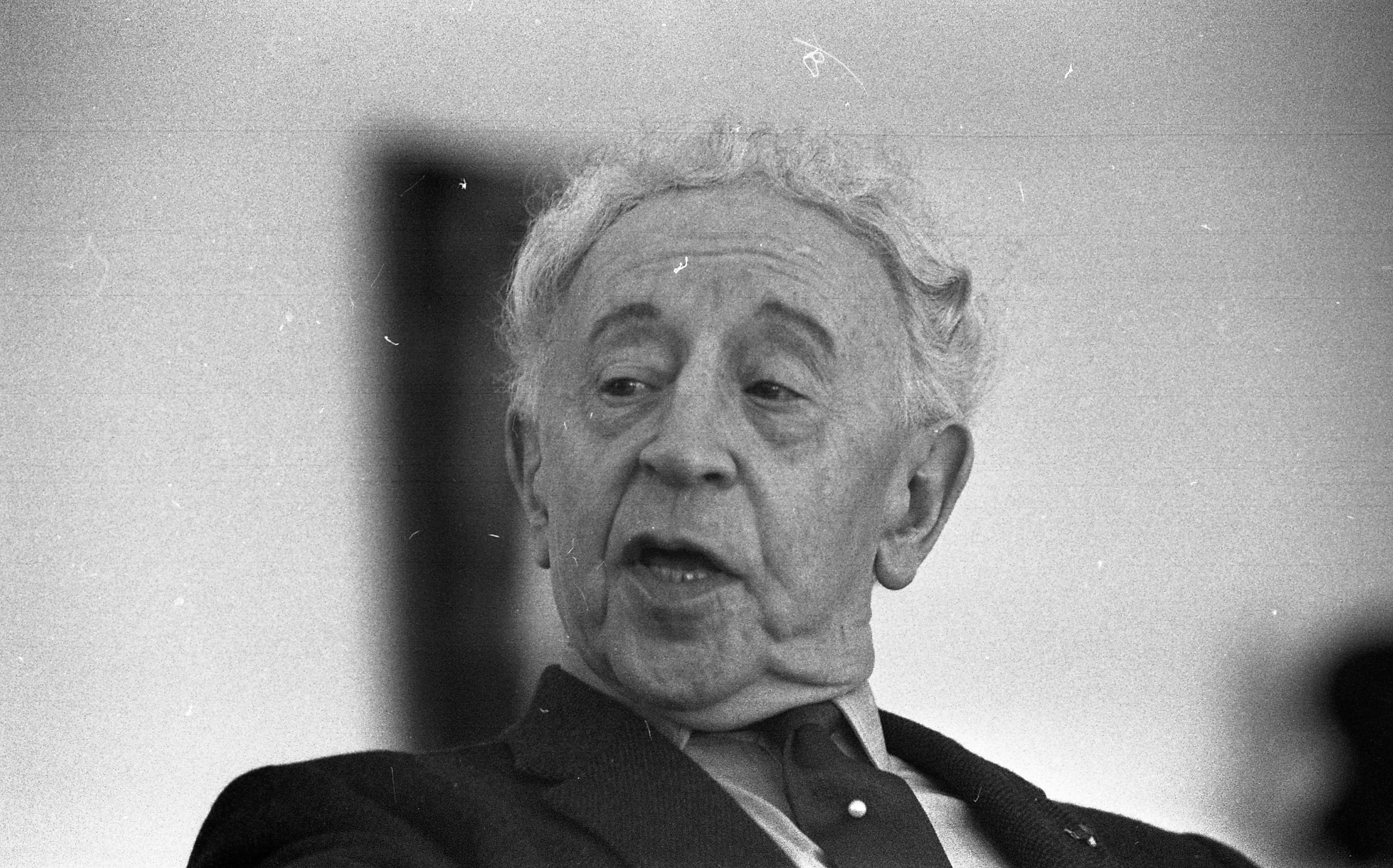
Artur Rubinstein (1969)

1964, auf dem Höhepunkt des Kalten Krieges, gab er in Moskau ein legendäres Konzert mit Werken von Chopin, Schumann, Debussy und Villa-Lobos.
1974 wurde die Arthur Rubinstein International Piano Master Competition in Tel Aviv geschaffen, die seitdem alle drei Jahre stattfindet. Rubinstein war bei den ersten beiden Wettbewerben zugegen.
Im April 1975, als Rubinstein schon allmählich erblindete, entstand in der Londoner Fairfield Hall eine legendäre Konzertaufzeichnung ganz ohne Publikum. Nur für die Kameras spielte er, 88-jährig, mit dem London Symphony Orchestra unter André Previn Chopins zweites Klavierkonzert, das ihn durch sein ganzes Leben begleitet hatte. Sein letztes Konzert fand im Mai 1976 in der Wigmore Hall in London statt.
Insgesamt gab er rund 6.000 Konzerte während seines Lebens.

### Privatleben
Rubinstein war ein Frauenheld und machte keinen Hehl daraus. So beschrieb er seine Jugend einmal mit dieser schelmischen Formel: „Man sagt über mich, dass ich in meiner Jugend meine Zeit zwischen Wein, Frauen und Musik aufgeteilt habe. Dies bestreite ich kategorisch. Neunzig Prozent meines Interesses war Frauen gewidmet.“

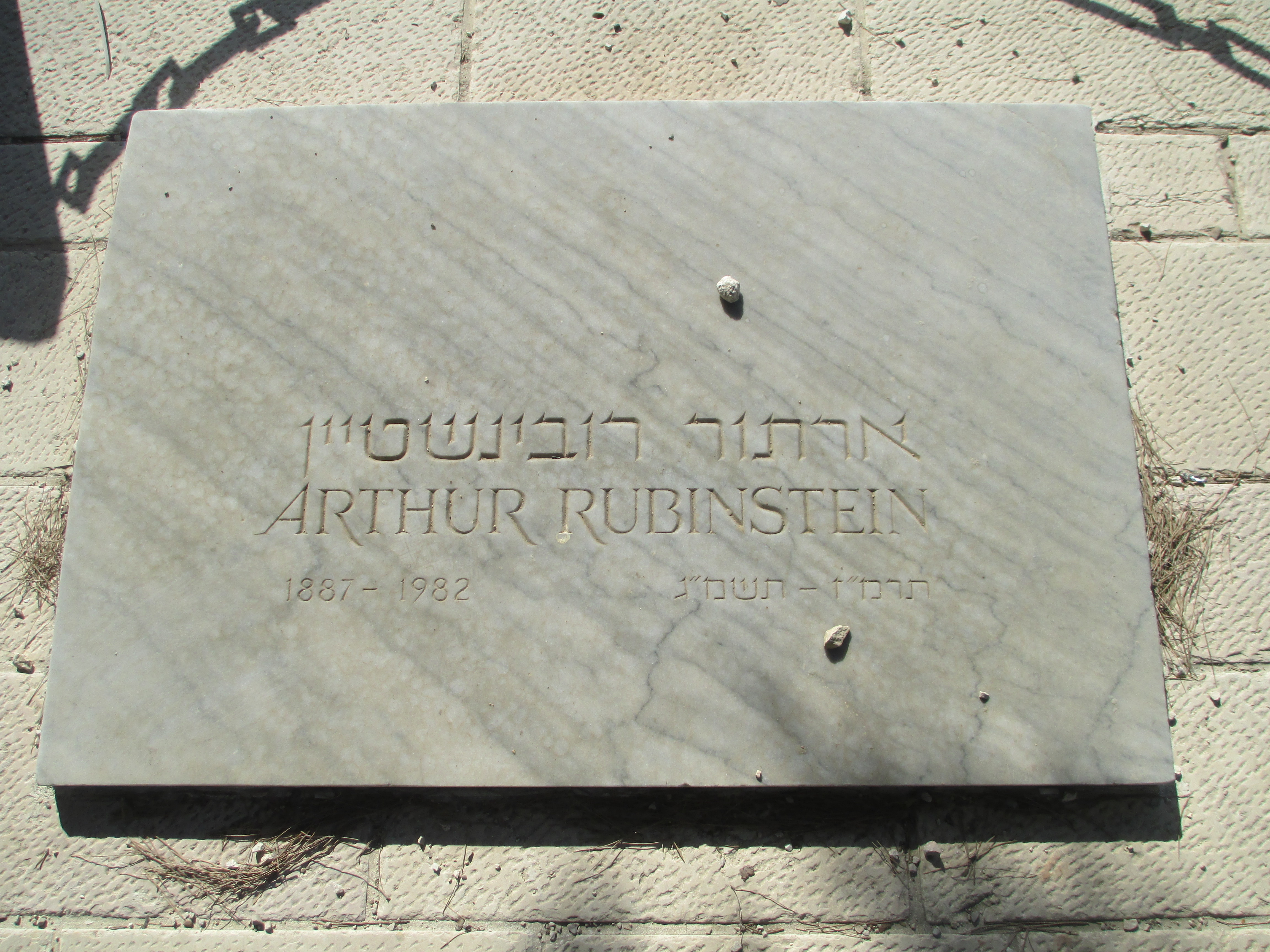
Urnengrab von Arthur Rubinstein im „Rubinstein Forest“ bei Jerusalem

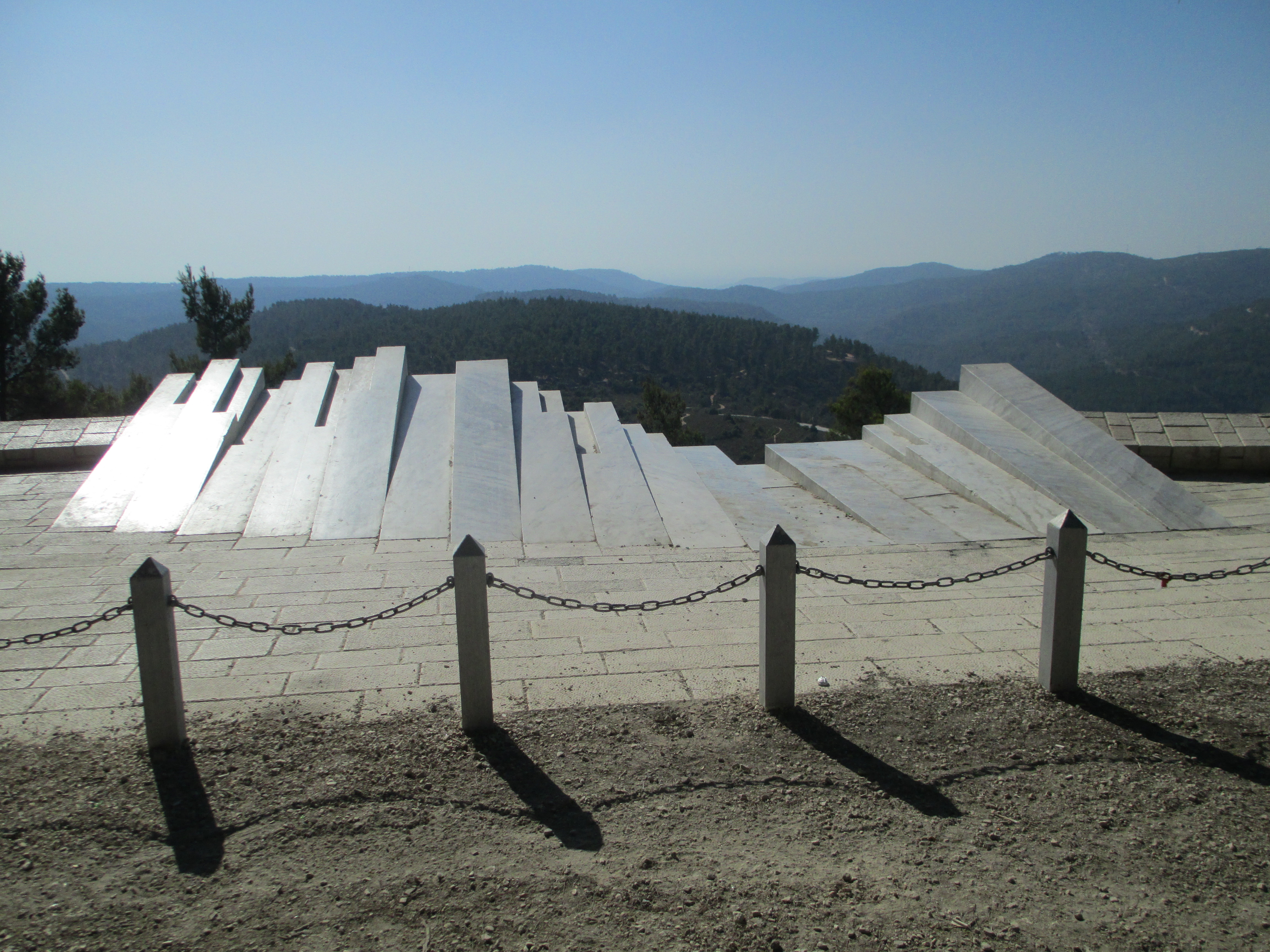
Denkmal im „Rubinstein Forest“ in Form einer stilisierten Klaviertastatur

1932 heiratete Rubinstein 45-jährig die 24-jährige Tänzerin Nela (Aniela) Młynarski (1908–2001), Tochter des Dirigenten Emil Młynarski, unter dessen Leitung er schon als Fünfzehnjähriger konzertiert hatte. Er hatte mit ihr fünf Kinder, darunter den Komponisten und Schauspieler John Rubinstein, die Tochter Eva, eine Fotografin, die William Sloane Coffin heiratete, sowie Alina, die Psychiaterin in New York wurde, und den Schriftsteller Paul. Ein Kind verstarb sehr früh. Ihm werden ferner zwei uneheliche Kinder zugeschrieben, Luli Oswald aus seiner Beziehung mit Paola Medici del Vascello und Raimund Sanders Draper aus der Beziehung mit Muriel Draper, zwei von unzähligen Liebesaffairen, die er während seines Lebens hatte. Er meinte hierzu: „Bei den Damen kommt man mit Chopin weiter als mit Mozart.“
Obwohl sich Arthur und Nela nie offiziell scheiden ließen, verließ sie der Pianist 1977 im Alter von 90 Jahren, um mit Annabelle Whitestone (damals 33 Jahre alt) zusammenzuleben.
Whitestone, eine Konzertmanagerin, unterstützte ihn beim Verfassen seiner Biographie, woraufhin er ihr den zweiten Band widmete.
Rubinstein starb 95-jährig in Genf. Ein Jahr später wurde die Urne mit seiner Asche – seinem Wunsch entsprechend – in Jerusalem in einem nach ihm benannten Wald beigesetzt.

## Der Pianist Rubinstein

### Begabung
Seine große Begabung und Musikalität gaben Rubinstein zunächst die Überzeugung, nicht so viel üben zu müssen. Sein musikalisches Gedächtnis war außergewöhnlich. Wenn Freunde es spielerisch testeten, indem sie ihm irgendeine Stelle in einem Musikstück als Stichwort gaben, konnte er die Stelle fast immer sogleich spielen. Der Dirigent Edouard van Remoortel drückte es so aus: „Rubinstein ist der einzige Pianist, den Sie um Mitternacht aufwecken und auffordern können, jedes beliebige der 38 großen Klavierkonzerte zu spielen.“
Über lange Zeit war Ignacy Jan Paderewski (1860–1941) – insbesondere in Polen – das Maß aller Dinge, wenn es um die Interpretation von Chopin ging. Rubinstein wurde durch seine Interpretation zu einem Kontrapunkt zu Paderewski. Dessen romantische Überdehnungen und bizarre Akzente riefen bei Kennern auch Befremden hervor. Bei aller Bewunderung ging der Pianist Arthur Rubinstein mit seinem älteren Landsmann Paderewski streng ins Gericht. Chopin war für Rubinstein kein Romantiker, er habe nur in der Zeit der Musik der Romantik gelebt.
Laut New York Times begünstigten auch seine langen Arme und die Spannweite seiner Hände sein Spiel. Er konnte eine Spanne von 12 Klaviertasten greifen, vom C bis zum G der nächsten Oktave.

### Repertoire

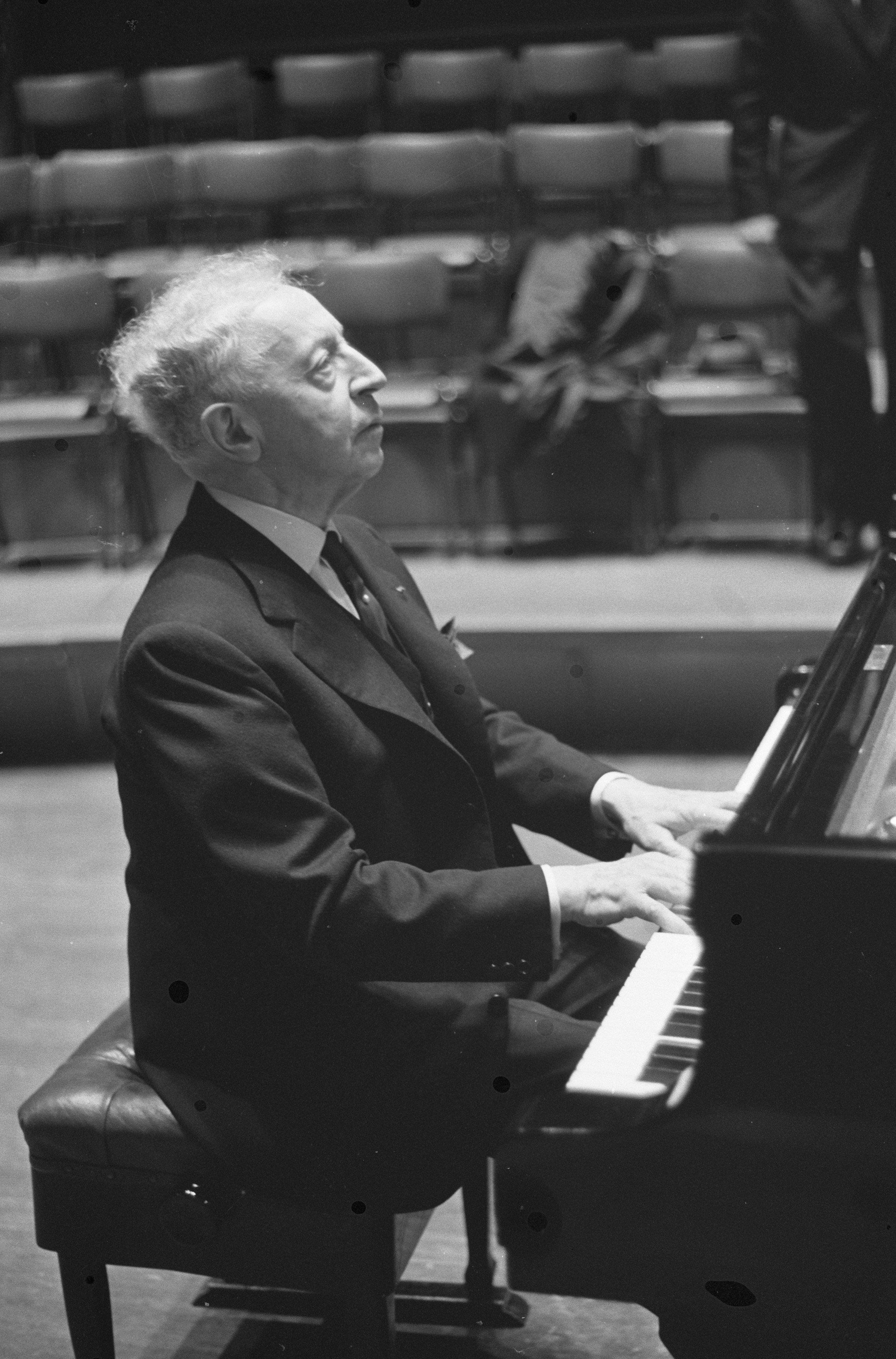
Arthur Rubinstein bei einem Konzert am 13. Februar 1962 im Konzerthaus Concertgebouw (Amsterdam).

Arthur Rubinstein hat sich im Laufe seiner langen und produktiven Karriere für viele Komponisten interessiert und weitete sein Repertoire aus. Er weigert sich, sich als „Spezialist“ eines bestimmten Komponisten oder eines Repertoires zu bezeichnen. Er gilt trotzdem als einer der größten Interpreten von Chopins Musik. Dabei interessierte sich Rubinstein noch nicht für Chopin, als er als Kind mit dem Klavier vertraut wurde. Viel später erklärt er dies mit der Reife, die für die Interpretation dieses Komponisten erforderlich ist.  Er entdeckte diesen Komponisten erst im Alter von 17 Jahren, als er einen Einblick in die künstlerische Praxis des Klaviers bekam – unbeeinflusst durch eine Schule oder einen Lehrer.
In seiner Jugend spielte er vor allem Beethoven, Schumann und Brahms. Rubinstein hat zwar nur sehr wenige Aufnahmen von Mozarts Werken hinterlassen (einige Konzerte aus Nr. 17, Quartette und Rondo in a-Moll) und nur eine Handvoll Mozartwerke in seinen Konzerten gespielt, dennoch hatte Mozart eine große Bedeutung im Leben Rubinsteins, sogar mehr als beispielsweise Beethoven. Zur Begründung, warum er so wenig Mozart gespielt hat, zitierte er einen Satz von Artur Schnabel, wonach „Mozart für Anfänger zu leicht und für versierte Pianisten zu schwer sei“. Rubinstein lebte einen großen Teil seines Lebens in Paris und lernte ab September 1904 mehrere französische Komponisten kennen, darunter  Maurice Ravel, Paul Dukas, Camille Saint-Saëns, denen er vorspielte. Er freundete sich mit Ravel an und sah ihn regelmäßig, um mit ihm Stücke für vier Hände zu spielen; dadurch entdeckte Rubinstein die Stücke sowohl dieses Komponisten als auch die von Claude Debussy. Dann lernte er in den 1920er-Jahren französische Komponisten der neuen Generation wie Francis Poulenc oder Darius Milhaud kennen, mit denen er sich anfreundete.
Von Beethoven nahm er nur einige der berühmtesten Sonaten sowie die Konzerte Nr. 3 und 4 in sein Repertoire auf; seine erste Aufnahme eines Werkes von Beethoven (die Sonate op. 81a „Lebewohl“) entstand erst Ende 1940. Eine deutliche Veränderung trat ein, als er 1956 die Konzerte Nr. 1 bis Nr. 5 einspielte; von da an nahmen Beethovens Werke einen immer wichtigeren Platz in den Aufführungen und Aufnahmen des Pianisten ein. Neben diesen Klavierkonzerten hat Rubinstein nur sieben der 32 von Beethoven komponierten Sonaten aufgenommen, zuletzt die Sonate 18, op. 31 Nr. 3 im April 1976 im Studio des RCA. Auf elf CDs enthält eine Edition von RCA alle Aufnahmen von Werken Frédéric Chopins, die Arthur Rubinstein von 1946 bis 1967 veröffentlichte.

### Improvisation
Der Pianist wählte nicht immer im Voraus die Stücke aus, die er während eines Konzerts zu spielen beabsichtigte. Manchmal zog er es vor, sie nach seiner aktuellen Stimmung auszuwählen und sie dann dem Publikum vor dem Spielen anzukündigen. Bei den Zugaben ging er genauso vor. Er hat sich auch bei seinen Auftritten selbst in Szene gesetzt, um die musikalische Wirkung seiner Interpretationen zu steigern. Wenn er zum Beispiel die letzten Akkorde von El amor brujo von Manuel de Falla oder das Ende von Chopins Polonaise-Fantaisie op. 61 spielte, hatte er die Angewohnheit, sich allmählich von seinem Sitz zu erheben, bis er schließlich fast stand, bevor das Stück endete, und unmittelbar nach Beendigung des Stückes die Bühne verließ. Die Wirkung war verblüffend, denn das Publikum spielte dabei jedes Mal verrückt.

### Kammermusik
Rubinstein wurde zwar hauptsächlich durch seine Solokonzerte bekannt, genoss jedoch auch einen hervorragenden Ruf als Kammermusiker, der zusammen mit Berühmtheiten wie Henryk Szeryng, Jascha Heifetz, Pablo Casals, Gregor Piatigorsky und dem Guarneri-Quartett auftrat.

### Vortragsstil
Rubinstein vermied während seines Spiels jegliches Pathos. Er spielte in aufrechter, fast unbeweglicher Körperhaltung, auch sein Gesicht zeigte kaum eine Regung. Dennoch vermittelte er beim Spielen Lebensfreude und Charme, mit seiner Hingabe an die Musik verzauberte er das Publikum. Die New York Times beschrieb seinen Stil als natürlich, ungezwungen und frei von Nervosität.
Daniel Barenboim sagte, dass Pianisten vor Rubinstein Chopin mit einer „rhythmischen Anarchie“ spielten, sich also viel Freiraum bei der Gestaltung des Rhythmus ließen. Rubinstein habe dies aufgrund seiner Auffassung von der Aufgabe eines Interpreten vermieden.
Joachim Kaiser schrieb: „Wunderbar, erstaunlich, unbegreiflich aber mutet nicht bloß die technische Klarheit seines Spiels an, die rührende, in langsamen Sätzen herzbewegende Erlauchtheit seiner Phrasierung, das stürmische Temperament seiner Ausbrüche. Das alles wiegt viel, will erobern, bewahren und lebendig gehalten sein.“

### Rubinstein als Klavierlehrer
Zu Beginn seiner Karriere weigerte sich Rubinstein zu unterrichten. Erst in den 1950er Jahren entwickelte er eine pädagogische Tätigkeit. Er wurde unter anderem Lehrer von François-René Duchâble, Avi Schönfeld, Ann Schein Carlyss, Eugen Indjic, Dean Kramer und Marc Laforêt. Er hielt nur wenige Konzertklassen ab.
Artur Rubinstein riet seinen jungen Schülern dazu, höchstens drei Stunden am Tag zu üben. Als Gründe dafür gab er an, dass ein Übungsplan von z. B. sieben Stunden täglich dazu führe, dass Klavierschüler nicht genug Kultur kennenlernen können. Das Gehirn könne auch nur etwa drei Stunden lang klug und nachdenkend üben. Längeres Üben führe zu einem rein mechanischen Spielen, das er ablehne.

## Persönlichkeit

### Lebenseinstellung
Rubinstein liebte das Leben. Er selbst hielt sich für den glücklichsten Menschen in seinem Bekanntenkreis. Thomas Mann nannte ihn einen „glückhaften Virtuosen“. In seiner Autobiografie beschrieb er sein gesellschaftliches Leben als Kosmopolit im großen Stil. Er liebte gute Weine, gutes Essen und nicht zuletzt Frauen. Er war gebildet und sehr belesen. Dabei mokierte er sich über andere Pianisten, „die wohl nur ein Telefonbuch besitzen würden“.
Rubinstein stand dem Gedanken, dass es in der Kunst einen „Besten“ geben könnte, ablehnend gegenüber. Er glaubte aber, dass ein Künstler über eine unverwechselbare Persönlichkeit verfügen müsse. Seine Tochter Eva sagte, er habe auf seine Weise am Leben teilnehmen müssen, um so spielen zu können, wie er spielen wollte.

### Identität als Jude
Rubinstein bezeichnete sich als stolzen Juden seit seiner Kindheit. Er bewunderte den Mut der Juden während 2000 Jahren Exil, sowie dass sie sich häufig nicht anpassten, sondern die Zugehörigkeit zu ihrer Religion und Kultur bewahrten.
Laut dem Chirurgen und Pianisten Ernst Kern schwor er bereits 1914, nie mehr in Deutschland zu spielen. 1914 hatte er von Gräueltaten deutscher Soldaten gehört und beschlossen, nie wieder in diesem Land zu gastieren. Später, nachdem ein großer Teil seiner jüdischen Familie von den Nazis ermordet worden war, hatte er diesen Schwur erneuert und bis zu seinem Tod am 20. Dezember 1982 nicht gebrochen. Er trat aber zum Beispiel in der Schweiz und in Holland auf, wo viele seiner deutschen Bewunderer seine Konzerte besuchten. 1973 besuchte er Frankfurt, aber nicht als Pianist, sondern um auf der Frankfurter Buchmesse für seine Memoiren zu werben. Dabei sagte er in einem Interview: „Wenn ich jetzt in Frankfurt ein Konzert geben würde, dann säße da vielleicht ein Sechzigjähriger, der für Hitler gestimmt hat. Das würde ich sofort sehen und könnte nicht spielen, aus, vorbei. Ein einziger Nazi und Schluß! Deshalb werde ich auch nie Herbert von Karajan die Hand geben!“ Zeitlebens unterstützte er den Staat Israel.
Rubinstein bezeichnete sich als gläubigen Menschen. Allerdings glaubte er, dass Glauben auf „Zeichen“ basieren müsse, die eine Grundlage für diesen liefern, indem sie Hinweise darauf geben, was und warum geglaubt werden müsse. Er glaube nicht an ein Leben nach dem Tod, aber wäre entzückt, wenn es tatsächlich eines geben sollte.

### Identität als Pole
1945 spielte Rubinstein bei der Eröffnungszeremonie der Vereinten Nationen in San Francisco die polnische Nationalhymne. Es war eine politische Demonstration, denn Vertreter des polnischen Staates waren bei der Gründung der UNO nicht anwesend, weil niemand wusste, wer in Polen die Regierung übernehmen wird. Er hatte sich in dem großen Saal umgesehen, der mit einer Vielzahl von Fahnen übersät war, und erklärte mit lauter Stimme, dass er sein Konzert mit der polnischen Nationalhymne beginnen würde, da er unter all den Fahnen die polnische nicht entdecken konnte. Nachdem er Stars and Stripes gespielt hatte, stand er auf und sagte mit lauter, wütender Stimme: „In dieser Halle, in der sich die großen Nationen versammeln, um eine bessere Welt zu schaffen, vermisse ich die Flagge Polens, mit dem dieser grausame Krieg geführt wurde. Ich werde die polnische Nationalhymne spielen.“ Dann spielte er die polnische Hymne, nicht wie bei einer Mazurka üblich, sondern sehr langsam und majestätisch, wobei er den letzten Satz in einem schallenden Forte wiederholte. Das Publikum – 3000 Teilnehmer – hatte sich zur Hymne erhoben und bejubelte ihn anschließend mit stehendem Applaus.
2003 wurde ihm zu Ehren eine Skulptur von W. W. Badynab vor dem Saal der Generalversammlung der Vereinten Nationen in New York enthüllt, eine Spende des polnischen Staates. Bei der Enthüllung sagte der stellvertretende Generalsekretär: „Mit dieser Skulptur hat Polen einen Moment verewigt, der unsere gemeinsame Geschichte im Herzen bewegt: den Tag, an dem einer der begabtesten Söhne Polens bei der Geburt der Vereinten Nationen seine Musik für Polen sprechen ließ.“

## Werke

### Aufnahmen
1910 machte ein Schallplattenlabel namens Favorit(e?) mit Rubinstein eine Einspielung der Ungarischen Rhapsodie Nr. 10 von Franz Liszt. Rubinstein fand den Klang der Aufnahme schlecht (er sagte, das Klavier klinge wie ein Banjo) und machte keine Aufnahmen mehr, bis es das elektrische Aufnahmeverfahren gab.
In den 1920er Jahren bespielte er einige Player-Piano-Musikrollen für das Aeolian-Duo-Art-System und für die American Piano Company (AMPICO).
Nach und nach spielte er große Teile seines Repertoires auf Schallplatten ein. Diese sind die Grundlagen der später erschienenen CDs, zum Beispiel sind Chopin-Einspielungen aus den Jahren 1936 bis 1958 auf sechs CDs erhältlich. 2011 erschien eine Sammlung mit 142 CDs, zwei DVDs und einem Begleitbuch.
Die Kollektion RCA Living Stereo Vol. 1 (2012) mit 55 legendären Einspielungen aus den Jahren 1953–1963 präsentiert verschiedene Musikstile und zahlreiche Künstler auf 60 CDs, darunter Rubinstein auf fünfen.

### Schriften
Rubinstein hat seine Autobiografie in zwei Teilen veröffentlicht:
- Arthur Rubinstein: My Young Years. Knopf, New York 1973, ISBN 0-394-46890-2.
 Deutsch: Erinnerungen. Die frühen Jahre. Aus dem Englischen von Günther Danehl. Fischer Taschenbuch Verlag, Frankfurt am Main 1982
- Arthur Rubinstein: My Many Years. Knopf, New York 1980, ISBN 0-394-42253-8.
 Deutsch: Mein glückliches Leben. Aus dem Englischen von Günther Danehl. Fischer Taschenbuch Verlag, Frankfurt am Main 1980

## Ehrungen (Auswahl)

### Auszeichnungen

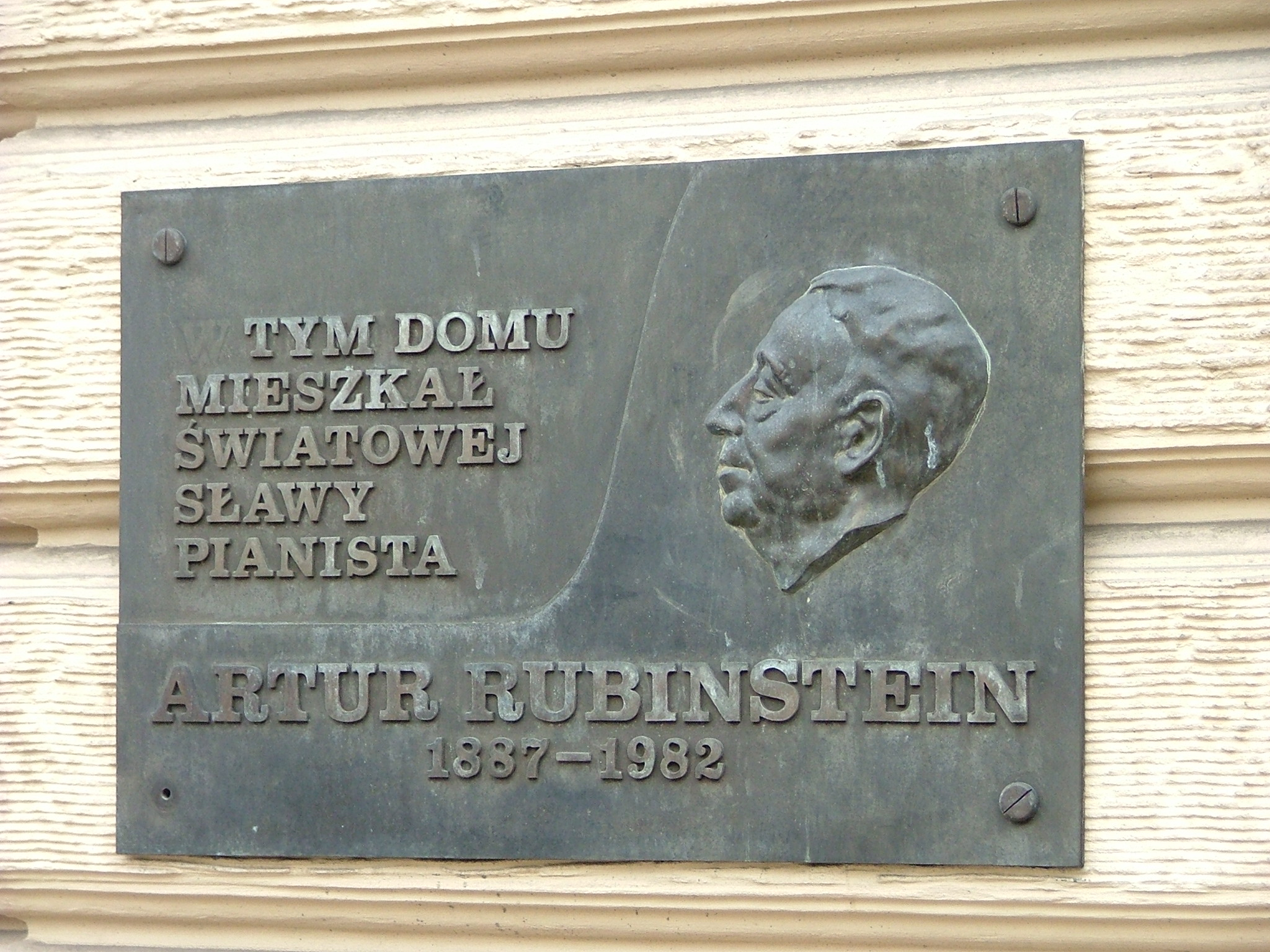
Gedenkplatte in Łódź: „In diesem Haus wohnte der weltberühmte Pianist Artur Rubinstein 1887–1982“

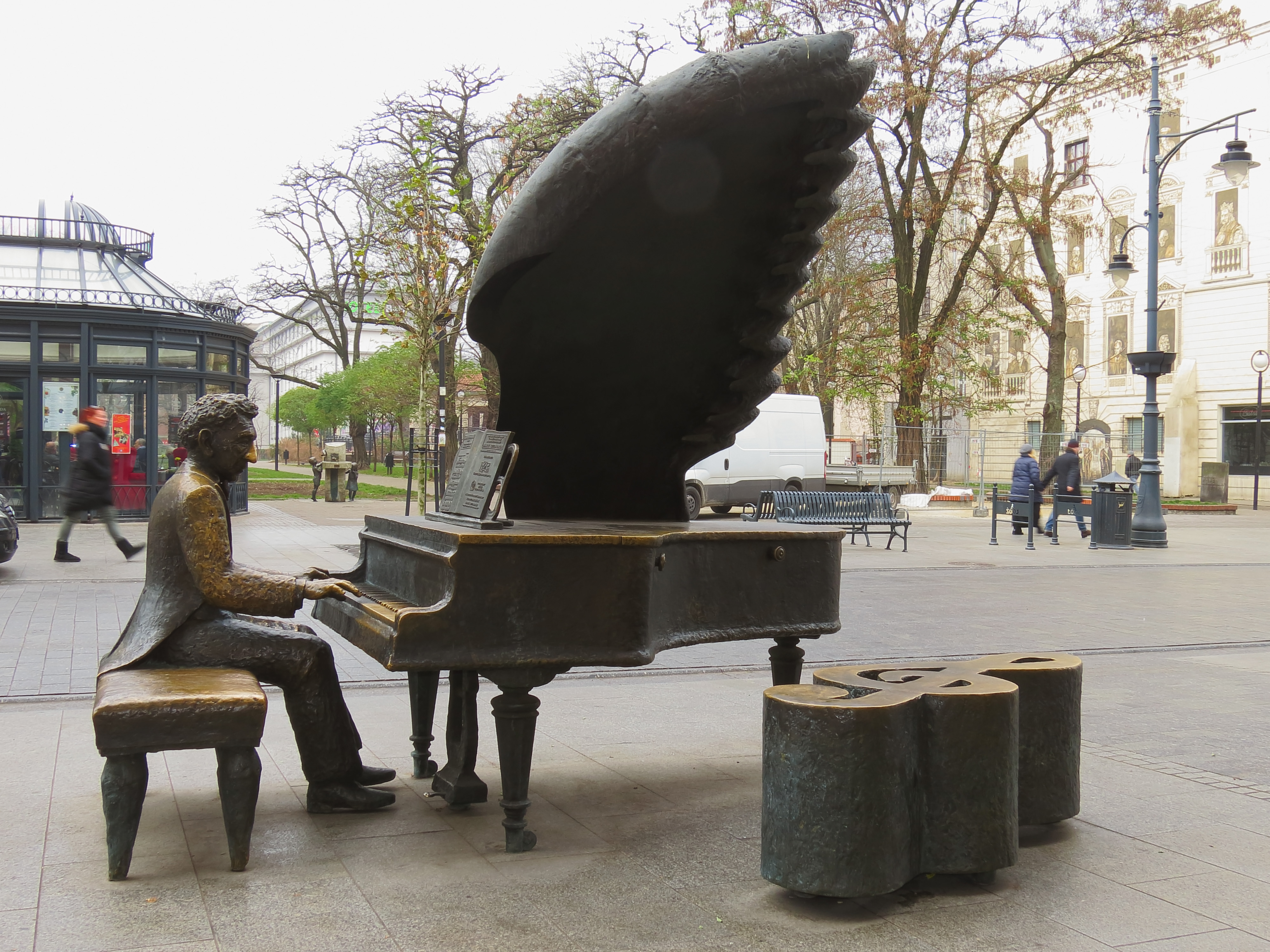
Rubinstein-Denkmal in Łódź, am 23. September 2000 enthüllt.

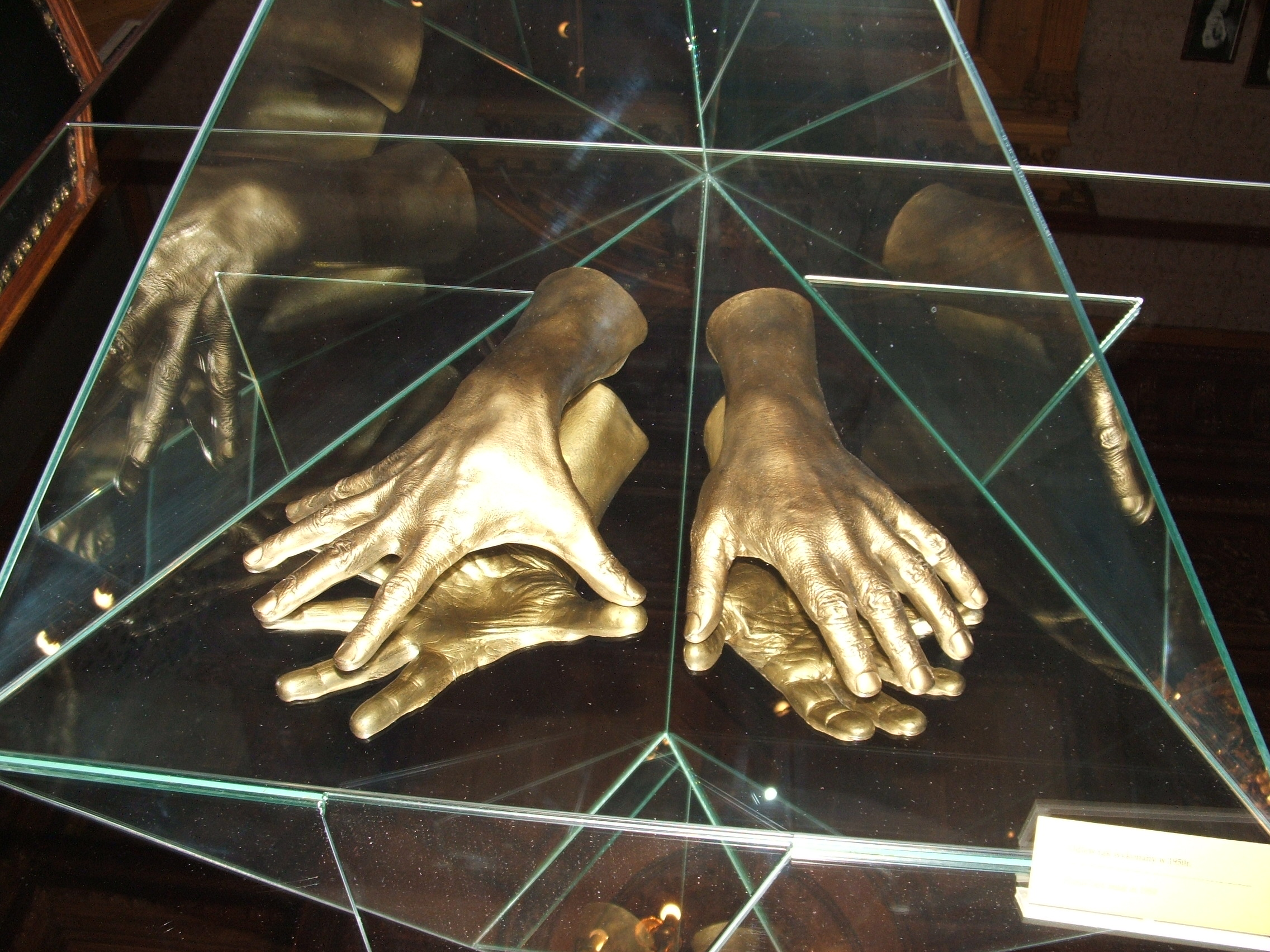
Handabdrücke Rubinsteins im Stadtmuseum von Łódź

- 1958: Orden des heiligen Jakob vom Schwert, Offizier
- 1963: Orden Alfons X. des Weisen, Großkreuz
- 1971: Aufnahme in die Académie des Beaux-Arts als auswärtiges Mitglied
- 1971: Léonie-Sonning-Musikpreis
- 1971: Verdienstorden der Italienischen Republik Großoffizier
- 1972: Orden des heiligen Jakob vom Schwert, Großoffizier
- 1976: Presidential Medal of Freedom
- 1977: Order of the British Empire, Honorary Knight Commander
- 1979: Verdienstorden der Italienischen Republik, Großkreuz
- Ehrendoktorwürde der Fryderyk-Chopin-Universität für Musik, Warschau
- Großoffizier der Ehrenlegion
- Stern am Hollywood Walk of Fame

### Grammy Awards
Grammy Award für die beste instrumentelle Solo-Aufnahme (ohne Orchester):
- 1960: Artur Rubinstein für Beethoven: Klaviersonaten Nr. 21 in C-Dur (Waldstein) und Nr. 18 in Es-Dur
- 1978: Beethoven: Klaviersonate Nr. 18 in Es-Dur / Schumann: Fantasiestücke op. 12

Grammy Award für die beste kammermusikalische Aufnahme:
- 1975: Pierre Fournier, Arthur Rubinstein und Henryk Szeryng für Brahms: Trios, Schumann: Trio Nr. 1 in d-Moll
- 1976: Pierre Fournier, Arthur Rubinstein und Henryk Szeryng für Schubert: Trios Nr. 1 in B-Dur op. 99 und Nr. 2 in Es-Dur op. 100 (Piano Trios)

Grammy für das Lebenswerk:
- 1994 wurde er mit der Grammy Life Achievement Medal ausgezeichnet.

### Gedenken
In Rubinsteins Heimatstadt Łódź wurde an dem Gebäude, in dem er aufwuchs, eine Gedenkplatte angebracht. Vor dem Gebäude befindet sich ein Rubinstein-Denkmal, das ihn an einem Flügel spielend darstellt.
Im Stadtmuseum von Łódź (dem ehemaligen Palais von Izrael Poznański) ist seit 1990 eine „Artur-Rubinstein-Musikgalerie“ eingerichtet, nach eigenen Angaben ist es die größte Rubinstein gewidmete Sammlung. In der Dauerausstellung sind in zwei Räumen unter anderem Verdienstorden, Bilder, Urkunden, zwei Flügel und ein Modell seiner Hände zu sehen.

### Namensgeber
Nach Rubinstein wurden benannt:

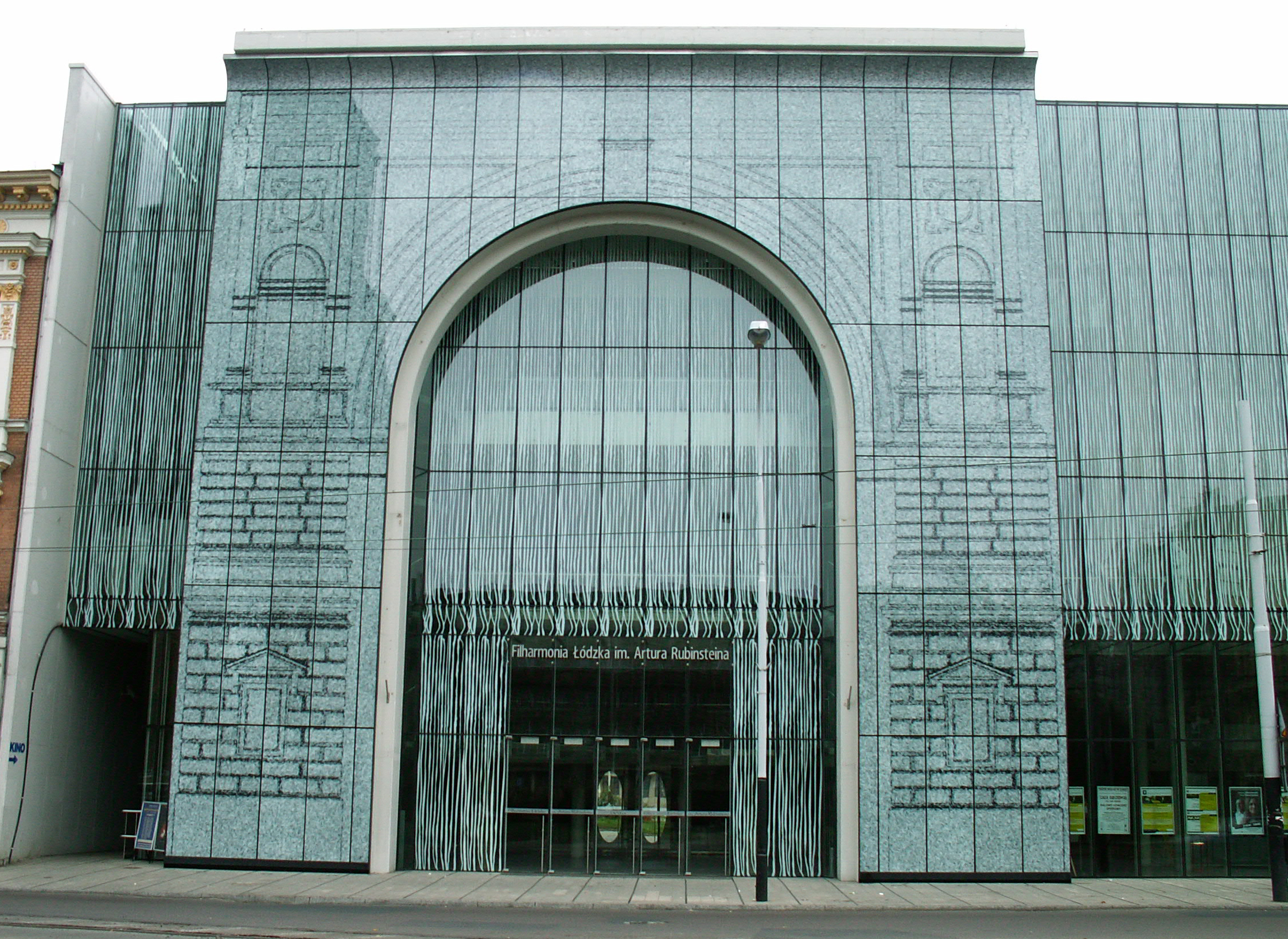
Konzerthaus der Filharmonia Łódzka im. Artura Rubinsteina

- die Arthur Rubinstein International Piano Master Competition in Tel Aviv (seit 1974)
- die Filharmonia Łódzka im. Artura Rubinsteina (seit 1984 nach Rubinstein benannt)
- das Rubinstein Piano Festival in Łódź (seit 2008)
- die Aleja Artura Rubinsteina („Artur-Rubinstein-Allee“) in Łódź, eine Fußgängerstraße in unmittelbarer Nähe des Rubinstein-Denkmals. Ein Abschnitt, die Pasaż Artura Rubinsteina („Artur-Rubinstein-Passage“), ist mit Blumenbeeten und einem Springbrunnen parkähnlich gestaltet.[32]

## Dokumentarfilme
- Arthur Rubinstein – Erinnerungen (OT: Rubinstein remembered). USA, Kanada, 1987, 57 Min. Regie: Peter Rosen, Produktion: Peter Rosen Productions.
- Die Musik – mein Leben (OT: L’Amour de la vie – Artur Rubinstein). Frankreich, 1969, 89 Min. Buch und Regie: Gérard Patris, François Reichenbach. Gewann 1970 einen Oscar als bester Dokumentarfilm.[33]
- Arthur Rubinstein. Frankreich, 2009, 52 Min. Buch und Regie: Marie-Claire Margossian, Produktion: Zone d’Images, arte France.[34] Dokumentation in 4 Teilen auf YouTube: Teil 1, Teil 2, Teil 3, Teil 4.